# Sudaporn Seesondee
Sudaporn Seesondee (thailändisch สุดาพร สีสอนดี, * 4. Oktober 1991 im Amphoe Chai Wan) ist eine thailändische Boxerin.

## Werdegang
Sudaporn Seesondee begann mit 11 Jahren mit Muay Thai, da ihr Vater eine Sporthalle für Muay Thai betrieb. Im Alter von 16 Jahren wechselte sie zum Boxsport und gehörte zum Nationalkader Thailands. Bei den Weltmeisterschaften 2014 gewann sie Bronze im Halbweltergewicht. 2018 folgte Silber bei den Weltmeisterschaften in Neu Delhi und den Asienspielen in Jakarta.
Bei den Olympischen Sommerspielen 2020, die aufgrund der COVID-19-Pandemie 2021 stattfanden, gewann Seesondee Bronze im Leichtgewichtsturnier.